# Евдокия Комнина (дъщеря на Йоан II Комнин)
Вижте пояснителната страница за други личности с името Евдокия Комнина.
Евдокия Комнина (на средногръцки: Εὐδοκία Κομνηνή) е византийска принцеса – дъщеря на император Йоан II Комнин и по-малка сестра на император Мануил I Комнин.
Евдокия е родена около 1116 г. Тя е най-малката дъщеря на византийския император Йоан II Комнин и на съпругата му Ирина, която по рождение е унгарска принцеса.
Около 1131 г. Евдокия е омъжена за Теодор Ватаций, за което свидетелства хрониката на Йоан Кинам. По този повод император удостоил Теодор Ватаци с титлата севастоипертат. Евдокия и Теодор Ватаций са имали няколко деца:
- Йоан Комнин Ватаци (*ок. 1132 – † 1185) – велик доместик, спечелил голяма победа над селджукските турци в битката при Йелион и Лимохир в Мала Азия, а по-късно въстанал срещу Андроник I Комнин;[4]
- Андроник Комнин Ватаци (*ок. 1133 - † 1176) – убит от селджукските турци при обсадата на Никсар (Неокесарея) през 1176 г., когато предвожда поход срещу Амасия[5]; запазен е негов печат с надпис „Андроник Комнин, син на Евдокия, издънка от багренороден корен, племенник на император Мануил, син на Теодор Ватаций“, датиран към 1163 г.;
- дъщеря, вероятно Анна Комнина (*ок. 1126 – след 1186), която била омъжена за Никифор Синадин, а после и за Алексий Врана;[6]
- Теодора Комнина Ватацина (*ок. 1137 – † след 1185) – омъжила се за дипломата и пълководец Никифор Халуфий; била известна с красотата си и станала любовница на вуйчо си Мануил I, на когото родила незаконен син;[7]
- Исак Комнин Ватаци (*ок. 1139) – известен единствено от един епиталамий, съставен около 1158 г. по повод на сватбата му с Ирина Комнина, която била правнучка на севастократор Исак Комнин.[8]
- Алексий Комнин Ватаци (* ок. 1140 – † след март 1160 г.) – около 1158 г. се оженил за Мария Пигонитиса; баща е на севастократор Исак Комнин.[9]